# Trino
Trino är en ort och kommun i provinsen Vercelli i regionen Piemonte, Italien. Kommunen hade 7 029 invånare (2018).